# أندريه هاردي
أندريه هاردي (بالإنجليزية: Andre Hardy)‏ هو لاعب كرة قدم أمريكية أمريكي، ولد في 28 نوفمبر 1961 في سان دييغو في الولايات المتحدة.

## وصلات خارجية
- أندريه هاردي على موقع مرجع كرة القدم المحترفة.كوم (الإنجليزية)